# Jeff Spangenberg
Pour les articles homonymes, voir Spangenberg (homonymie).
Jeff Spangenberg est un créateur de jeux vidéo américain. Il est fondateur d'Iguana Entertainment et de Retro Studios. Il a également travaillé sur la série Turok.